# Lei do Estágio
A Lei nº. 11.788, também conhecida como a Lei do Estágio, é uma lei sancionada em 25 de setembro de 2008.
A lei estabelece que o estágio é ato educativo escolar supervisionado, desenvolvido no ambiente de trabalho. 
Para o estagiário, a lei visa à preparação para o trabalho produtivo de educandos que estejam frequentando o ensino regular em instituições de educação superior, de educação profissional, de ensino médio, da educação especial e dos anos finais do ensino fundamental, na modalidade profissional da educação de jovens e adultos. 
A atual legislação, outorgada em 2008, substituiu as Leis nos 6.494, de 7 de dezembro de 1977, e 8.859, de 23 de março de 1994, e regula pontos importantes como bolsa-auxílio, auxílio transporte, carga horária do estágio, seguro de acidentes pessoais e direito à férias após 12 meses de contrato.